# Yakup Kılıç
Yakup Kılıç (Elâzığ, 13 luglio 1986) è un pugile turco.

## Palmarès

### Olimpiadi
- 1 medaglia:
  - 1 bronzo (Pechino 2008 nei pesi piuma)

### Mondiali dilettanti
- 1 medaglia:
  - 1 bronzo (Chicago 2007 nei pesi piuma)

### Giochi del Mediterraneo
- 2 medaglie:
  - 2 bronzi (Almeíra 2005 nei pesi piuma; Pescara 2009 nei pesi piuma)

### Campionati dilettanti dell'UE
- 1 medaglia:
  - 1 bronzo (Dublino 2007 nei pesi piuma)